# (254749) Kurosawa
(254749) Kurosawa est un astéroïde de la ceinture principale.

## Description
(254749) Kurosawa est un astéroïde de la ceinture principale. Il fut découvert par Bernard Christophe le 10 août 2005 à l'observatoire de Saint-Sulpice. Il présente une orbite caractérisée par un demi-grand axe de 2,66 UA, une excentricité de 0,066 et une inclinaison de 2,71° par rapport à l'écliptique.
Il fut nommé en hommage à Akira Kurosawa (1910-1998), réalisateur, producteur, scénariste et monteur japonais.

## Compléments